# Eagleville (Missouri)
Eagleville és una població dels Estats Units a l'estat de Missouri. Segons el cens del 2000 tenia 321 habitants.

## Demografia
Segons el cens del 2000, Eagleville tenia 321 habitants, 143 habitatges, i 95 famílies. La densitat de població era de 121,5 habitants per km².
Dels 143 habitatges en un 29,4% hi vivien nens de menys de 18 anys, en un 54,5% hi vivien parelles casades, en un 9,8% dones solteres, i en un 32,9% no eren unitats familiars. En el 30,8% dels habitatges hi vivien persones soles el 16,1% de les quals corresponia a persones de 65 anys o més que vivien soles. El nombre mitjà de persones vivint en cada habitatge era de 2,24 i el nombre mitjà de persones que vivien en cada família era de 2,74.
Per edats la població es repartia de la següent manera: un 22,4% tenia menys de 18 anys, un 7,5% entre 18 i 24, un 24,9% entre 25 i 44, un 21,2% de 45 a 60 i un 24% 65 anys o més.
L'edat mediana era de 42 anys. Per cada 100 dones de 18 o més anys hi havia 81,8 homes.
La renda mediana per habitatge era de 24.821 $ i la renda mediana per família de 29.250 $. Els homes tenien una renda mediana de 21.406 $ mentre que les dones 16.250 $. La renda per capita de la població era de 15.299 $. Entorn del 14,8% de les famílies i el 17,4% de la població estaven per davall del llindar de pobresa.

## Poblacions més properes
El següent diagrama mostra les poblacions més properes.